# Nati nel 1542
| Questa pagina contiene informazioni ricavate automaticamente dalle voci biografiche con l'ausilio del template Bio e di un bot. L'aggiornamento è periodico e automatico e ricostruisce completamente la pagina. Se manca una persona in questa lista, sei pregato di non aggiungerla, ma accertati piuttosto che la sua voce biografica contenga il template Bio e che i dati anagrafici siano correttamente compilati. Se il template Bio manca, inseriscilo tu stesso o, in alternativa, metti l'avviso {{tmp\|Bio}} che ne segnala la mancanza. Se i dati riportati sono sbagliati, correggi direttamente la voce biografica; le modifiche saranno visibili in questa lista entro pochi giorni. Per chiarimenti vedi il progetto biografie. La lista contiene solo le 65 persone che sono citate nell'enciclopedia e per le quali è stato implementato correttamente il template Bio. Pagina aggiornata al 18 ago 2025. |

## Febbraio(1)
- 22 febbraio - Santino Garsi da Parma, musicista e compositore italiano († 1604)

## Marzo(3)
- 12 marzo - Antonio Archilei, cantante, compositore e liutista italiano († 1612)
- 19 marzo - Jan Zamoyski, polacco († 1605)
- 30 marzo - Jacob III Fugger, banchiere, mercante e nobile tedesco († 1598)

## Maggio(2)
- 5 maggio - Thomas Cecil, I conte di Exeter, nobile, politico e militare inglese († 1623)
- 10 maggio - Aires de Saldanha, militare e politico portoghese († 1605)

## Giugno(4)
- 6 giugno - Richard Grenville, corsaro, navigatore e politico inglese († 1591)
- 11 giugno - Ottavio Santacroce, vescovo cattolico e diplomatico italiano († 1581)
- 24 giugno - Pedro Bautista Blásquez, missionario spagnolo († 1597)
- 24 giugno - Giovanni della Croce, presbitero e santo spagnolo († 1591)

## Luglio(2)
- 14 luglio - Willem Canter, filologo classico olandese († 1575)
- 25 luglio - Magnus Vasa, principe svedese († 1595)

## Agosto(2)
- 27 agosto - Giovanni Federico di Pomerania, duca († 1600)
- 31 agosto - Isabella de' Medici, nobildonna italiana († 1576)

## Settembre(1)
- 8 settembre - Teodoro Balbi, politico e militare italiano († 1619)

## Ottobre(7)
- 1º ottobre - Álvaro de Mendaña, esploratore, navigatore e cartografo spagnolo († 1595)
- 4 ottobre - Roberto Bellarmino, teologo, scrittore e cardinale italiano († 1621)
- 5 ottobre - Louis de Berlaymont, arcivescovo cattolico belga († 1596)
- 14 ottobre - Filippo IV di Nassau-Weilburg, nobile tedesco († 1602)
- 15 ottobre - Akbar, sovrano († 1605)
- 21 ottobre - Francesco Benci, gesuita, umanista e scrittore italiano († 1594)
- 31 ottobre - Enrichetta di Nevers, nobile francese († 1601)

## Novembre(2)
- 1º novembre - Tarquinia Molza, compositrice, musicista e poetessa italiana († 1617)
- 11 novembre - Scipione Gonzaga, cardinale e patriarca cattolico italiano († 1593)

## Dicembre(1)
- 8 dicembre - Maria Stuarda, regina scozzese († 1587)

## Senza giorno specificato(40)
- Adriano Politi, umanista e traduttore italiano († 1625)
- Bonifacio Antelmi, ambasciatore e funzionario italiano († 1610)
- Martino Bassi, architetto italiano († 1591)
- Cesare Bendinelli, scrittore e trombettista italiano († 1617)
- Francesco di Montpensier, nobile francese († 1592)
- Onorato Caetani, V duca di Sermoneta, mercenario italiano († 1592)
- Antonio Carafa, nobile italiano († 1578)
- Gillis Congnet, pittore fiammingo († 1599)
- Agostino Cusani, cardinale italiano († 1598)
- Vincenzo Cutelli, vescovo cattolico italiano († 1597)
- Giovanni Battista Della Porta, architetto e scultore italiano († 1597)
- Dirk Jansz Graeff, nobile e politico olandese († 1589)
- Frans Francken I, pittore e disegnatore fiammingo († 1616)
- Willem Hessels van Hest, teologo olandese († 1613)
- Joris Hoefnagel, pittore fiammingo († 1600)
- Horio Yoshiharu, militare giapponese († 1611)
- Hoshina Masanao, militare giapponese († 1601)
- Matthias Hovius, arcivescovo cattolico belga († 1620)
- David Imperiali, ammiraglio italiano († 1575)
- Kuki Yoshitaka, militare giapponese († 1600)
- Guglielmo II di La Marck, ammiraglio olandese († 1578)
- Mariam-uz-Zamani, principessa indiana († 1623)
- Marco Marini, ebraista italiano († 1594)
- Gregory Martin, presbitero, docente e letterato britannico († 1582)
- Thomas Morgan, generale gallese († 1595)
- Nakagawa Kiyohide, militare giapponese († 1583)
- Narita Ujinaga, militare giapponese († 1595)
- Luca Pinelli, gesuita e teologo italiano († 1607)
- Sadasiva Raya, sovrano indiano († 1570)
- Elisabetta di Regenstein-Blankenburg, religiosa tedesca († 1584)
- Ruqaiya Sultan Begum, principessa indiana († 1626)
- Scipione Spina, vescovo cattolico italiano († 1639)
- Esmé Stewart, I duca di Lennox, duca scozzese († 1583)
- Peder Sørensen, medico e alchimista danese († 1602)
- Giuseppe Valeriano, pittore, architetto e gesuita italiano († 1596)
- Michel Varro, giurista e fisico svizzero († 1586)
- Luís Mendes de Vasconcelos, militare portoghese († 1623)
- Belisario Vinta, politico italiano († 1613)
- Hayim Vital, rabbino, mistico e scrittore ottomano († 1620)
- Diogo do Couto, storico portoghese († 1616)